# Szestno
Szestno (niem. Seehesten) – wieś w Polsce położona w województwie warmińsko-mazurskim, w powiecie mrągowskim, w gminie Mrągowo. Miejscowość położona między jeziorami Juno i Salęt. W latach 1975–1998 miejscowość administracyjnie należała do województwa olsztyńskiego.
Przez wieś przebiega droga wojewódzka nr 591.
We wsi późnogotycki kościół, ruiny gotyckiego zamku krzyżackiego oraz XIX-wieczny budynek (dziś zajazd) na fundamentach największego w państwie krzyżackim młyna wodnego.

## Historia
W pierwszej połowie XIV wieku (1325-1326) Krzyżacy wznieśli tu drewniany zamek nazwany Sestes, który w latach 1350-1360 rozbudowano w zamek murowany. Od zamku nazwę przyjęła osada, która rozwinęła się na podgrodziu w postaci tzw. liszki, wzmiankowanej po raz pierwszy w 1357 r. Liszka była osadą rzemieślniczą i jako taka pretendowała do roli miasta, ale prawa miejskie zamiast Szestna otrzymało pobliskie Mrągowo (Sensburg). Zamek został spalony przez Litwinów w roku 1371. Przy pierwszym zamku istniała już osada handlowa i folwark krzyżacki. Na miejscu spalonego pod koniec XIV w. wybudowany został zamek murowany. w 1401 r. komtur Bałgi, Ulrych von Jungingen, nadał Jakubowi Kokennagelowi 40 łanów, w celu założenia wsi czynszowej na prawie chełmińskim, z czterema latami wolnizny. W obrębie wsi znalazła się wspomniana liszka. W przywileju lokacyjnym 4 łany wolne od czynszu przeznaczono dla sołtysa oraz 4 łany kościelne na uposażenie parafii (w pobliskim Reszlu parafia istniała już od 1384 r.). Kolejne 8 łanów zarezerwowano dla 8 karczem (po jednym dla każdej). Dla gospodarstw chłopskich pozostały 24 łany (ok 400 ha). W 1451 r. w Szestnie były tylko 4 karczmy. Rozwijająca się przy zamku liszka przegrywała najwyraźniej konkurencje z pobliskim Mrągowem. Zamek pomyślany był jako ważne ogniwo całego łańcucha twierdz obronnych, rozlokowanych południkowo po zachodniej stronie Wielkich Jezior, do którego należały: Welawa, Alembork, Gierdawy, Barciany, Kętrzyn i Ryn. Szestno i Bezławki usytuowane były na zapleczu Rynu, a więc na głównym kierunku wypraw litewskich, ciągnących w głąb Prus. W latach 1401–1525 rezydowali w zamku w Szestnie prokuratorzy krzyżaccy, podlegający komturom bałgijskim, a także okresowo ryńskim.
Po sekularyzacji Zakonu Szestno w latach 1525–1752 było siedzibą starostwa, a dawny folwark krzyżacki został majątkiem książęcym.
W 1536 r. w liszce na przedzamczu mieszkali sami Niemcy, jednakże w 1566 r. osiadł tu na dwóch łanach nadanych przez księcia Albrechta polskojęzyczny pleban Wojciech Rębowski (Rembowius). Sugeruje to napływ i obecność ludności polskiej. Liszkę w odróżnienie od folwarku zamkowego (a później starościńskiego) i związanych z nim zagród szarwarcznych (wieś czynszowa) w XVI w. określana jako Freiheit Sehesten. Tak określano tereny rządowe, istniejące w obrębie jednostek samorządowych. W Szestnie pojęcie to obejmowało wszystkie budynki położone na południe od kościoła i znajdujące się naprzeciwko nich karczmy. Był to teren należący do zamku (obszar ten dopiero na początku XIX w., po rozbiórce zamku, został przekazany gminie wiejskiej). Szestno rządziło się sposób typowy dla małego miasteczka, chociaż formalnie miało status wsi na prawie chełmińskim. Nie było więc w Szestnie burmistrza, rady i ławy, natomiast był sołtys. Dla podkreślenia statusu osady używano określenia Flecken Sehesten, co oznaczało miasteczko bez praw miejskich (podobnie jak pobliskie Sątoczno). W tego typu osadzie nie było ratusza, miało ono jednak prawo posiadania kilku karczm. Zabudowa osady miała kształt ulicówki, ale z placem na środku, charakterystycznym dla miasteczka, który pełnił funkcję rynku miejskiego (targowiska).
W roku 1612 majątek w Szestnie otrzymał w lenno Otto von der Groeben.
W 1752 r. zlikwidowano starostwa, a Szestno zostało jednym z siedmiu wielkich powiatów w Prusach. Powiat szestneński obejmował dotychczasowe starostwa Ryn, Giżycko i Węgorzewo, jednakże na siedzibę starosty powiatowego (landrata)) wyznaczono Ryn. Przyczyniło się to stopniowego zmniejszenia roli Szestna. W 1785 r. w osadzie wraz z folwarkiem zamkowym było 46 domów.

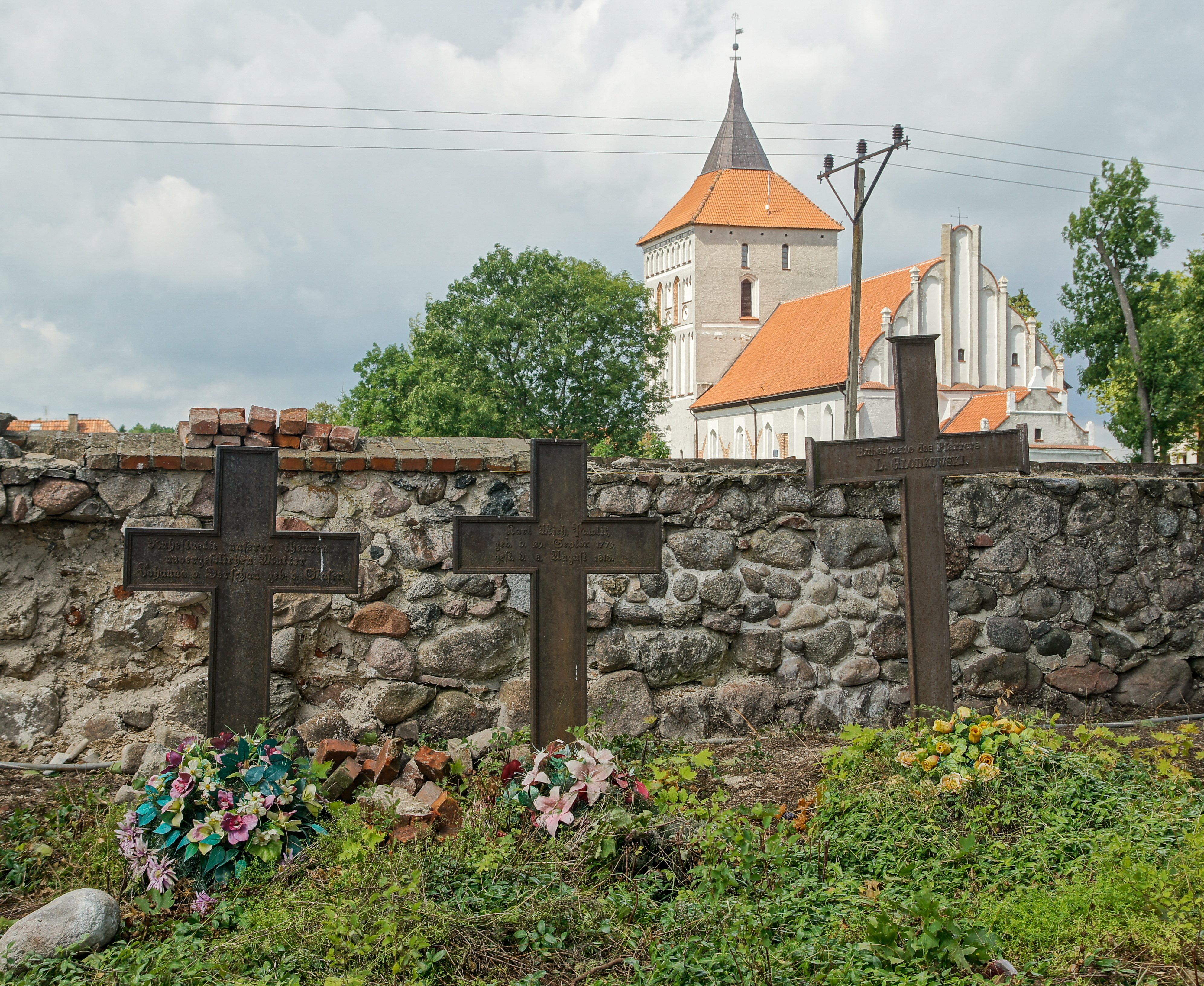
Szestno, cmentarz

W 1813 r. sąd domenialny w Szestnie został połączony z sądem miejskim w Mrągowie i utworzono sąd ziemski i miejski w Mrągowie, przekształcony w 1849 r. w sąd powiatowy w Mrągowie. W 1818 r. utworzono nowe powiaty (Szestno znalazło się w powiecie mrągowskim z siedzibą w Mrągowie), co przyczyniło się jeszcze bardziej do zmniejszenia znaczenia Szestna. w latach 1870–1871 zmodernizowano drogę między Mrągowem a Kętrzynem, przechodząca przez Szestno. Pracę wykonali jeńcy francuscy.
Od 1871 r. właściciel majątku, liczącego 3380 mórg, był Edward Klugkist. W 1894 r. wieś i majątek rycerski zamieszkiwało 612 osób. W 1907 r. w majątku ziemskim Szestno był folwark, gorzelnia i młynem wodnym oraz należały też do niego także folwarki w Pieńkach (Stobbenforst) i Marcinkowie (Mertinsdort) – łącznie majątek ziemski obejmował 822 ha.
Majątek ziemski w Szestnie w latach dwudziestych XX wieku należał do rodziny Klugkist. Majątek razem z folwarkiem miał w tym czasie powierzchnię ponad 1000 ha.
W 1939 r. we wsi było 109 gospodarstw domowych, w tym 32 rolnicze, z których dwa miały wielkość w granicach 10-20 ha, 7 w granicach 20-100 ha i cztery miały areał powyżej 100 ha. Liczba ludności we wsi wynosiła 493 osoby.
Po II wojnie światowej na bazie dawnego majątku powstał tu PGR. Po likwidacji PGR majątek ziemski w Szestnie został własnością prywatną.

## Zamek

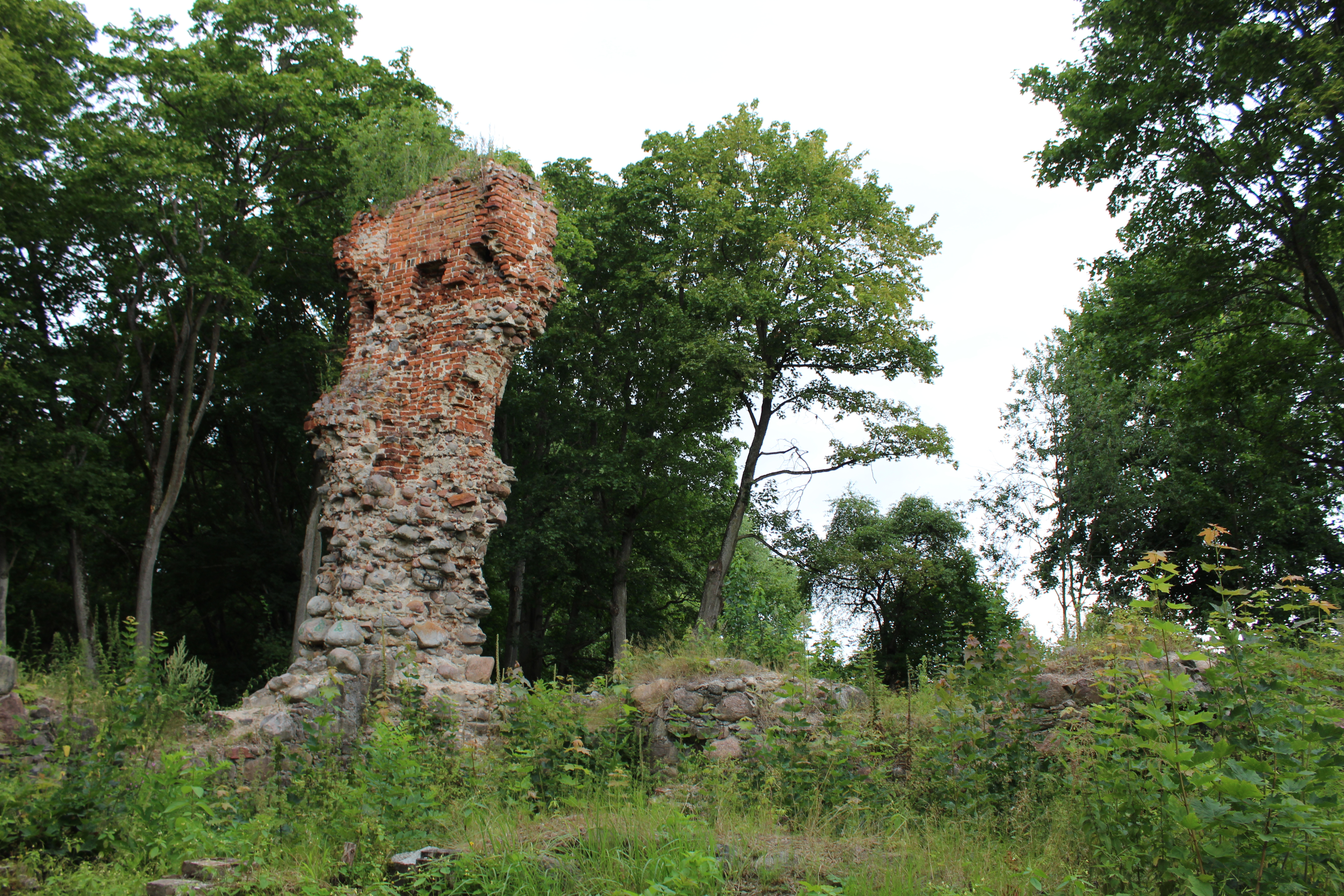
Ocalały narożnik zamku

Wygląd zamku w Szestnie nie jest znany. Jego układ funkcjonalny odtworzono na podstawie badań archeologicznych. Krzyżacka fortalicja, położona na podbitych ziemiach pruskich Galindów, istniała przynajmniej od 1348 roku. W latach 1367–1371 na miejscu spalonego obiektu o konstrukcji drewniano-ziemnej, zbudowano murowany zamek, od 1401 roku będący siedzibą prokuratora krzyżackiego podległego władzy komtura Bałgi. Po sekularyzacji Zakonu w 1525 r. zamek był siedzibą starostów do roku 1752. Później zamek został opuszczony i popadł w ruinę. Po roku 1815 zamek, będący własnością królewską, rozebrano a cały materiał budowlany przetransportowano do Kętrzyna na budowę jakiegoś budynku rządowego (podobnie stało się z zamkiem w Jezioranach).
Do czasów współczesnych zachowały się fragmenty skrzydła północnego i piwnice ze sklepieniem kolebkowym.

## Kościół
Parafia w Szestnie przed reformacją należała do archiprezbiteratu reszelskiego. W latach 1525–1980 była tu parafia luterańska. Współcześnie parafia Świętego Krzyża w Szestnie należy do Dekanatu Mrągowo I.

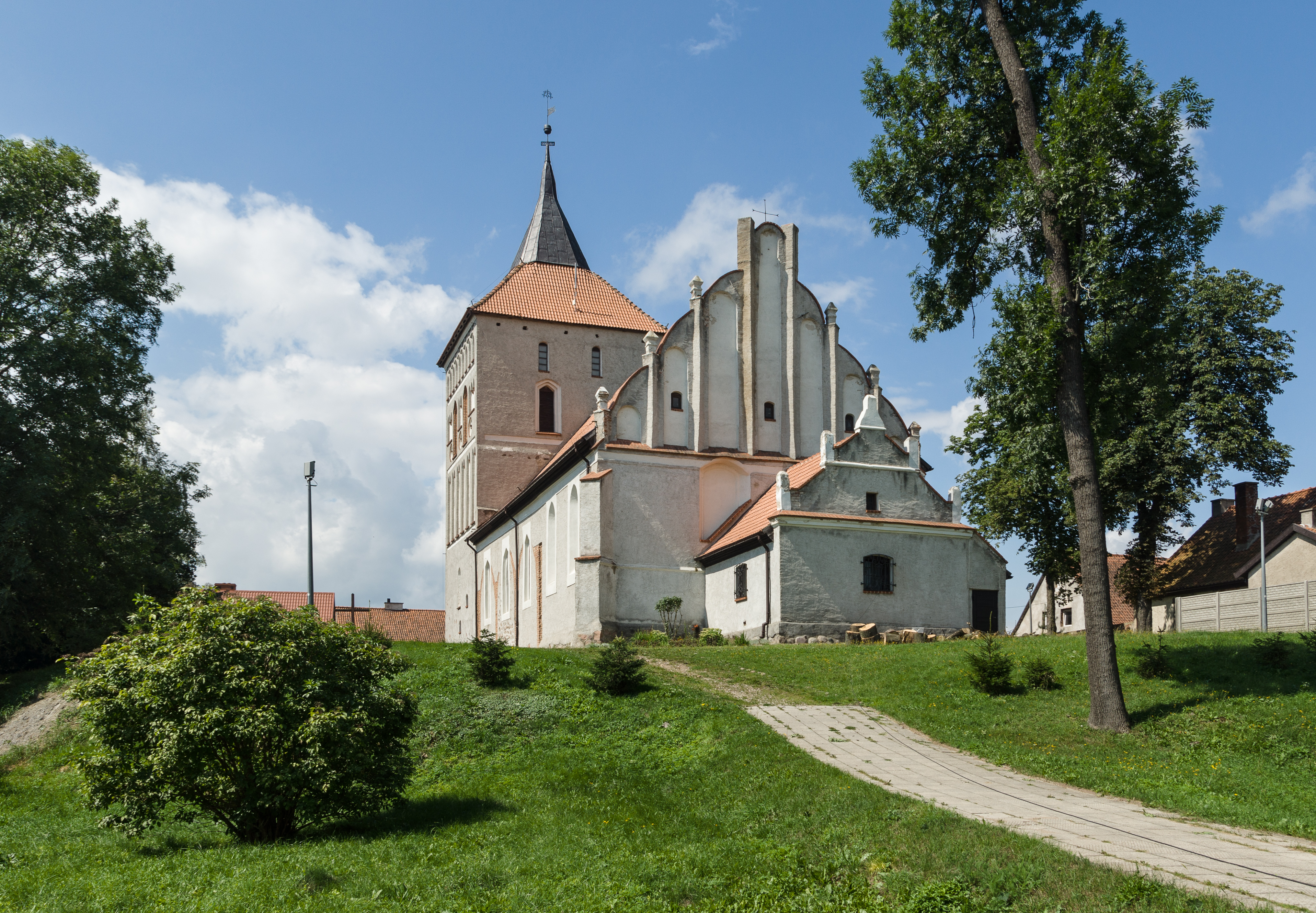
Kościół św. Krzyża w Szestnie.

Gotycki kościół wybudowany został w drugiej połowie XV w. Świątynia została zniszczona w wyniku pożar]u w 1618 r., a następnie odbudowywana w okresie do 1639. Przypuszcza się, że kościół mógł mieć jeszcze jedną nawę lub trójprzęsłową galerię otwartą do nawy, świadczą o tym zamurowane arkady w ścianie południowej.
Obecny wystrój wnętrza ma charakter barokowy, ołtarz główny manierystyczny z ok. 1630, z gotyckimi figurami Matki Boskiej z Dzieciątkiem i św. Piotra i Pawła. Obok ołtarza umieszczone są blaszane chorągwie nagrobne Jana Sternberga i Justa Wilmsdorfa z XVII i XVIII w. z klęczącymi portretami zmarłych. W kościele znajduje się także barokowe epitafium Fabiana Lehndorfa. Stropy pokryte są kasetonową polichromią z XVII w.
Przy kościele znajduje się cmentarz parafialny.

## Dwór
Zespół dworsko-parkowy w Szestnie położony jest nieco na zachód od wsi i w znacznej części zajmuje dawne centrum gospodarcze folwarku krzyżackiego, który niegdyś stanowił przedzamcze miejscowego zamku.
Klasycystyczny dwór w Szestnie z elementami neogotyku wybudowany został w drugiej połowie XIX wieku. Dwór wzniesiony został na rzucie prostokąta, w części parterowy, na osi elewacji wzdłużnych znajdują się dwukondygnacyjne ryzality. W ryzalicie i jednym ze skrzydeł bocznych otwory okienne zakończone są półkoliście. Naroża budynku i ryzalitów zdobione są sterczynami.
W Szestnie zachował się dawny układ parku krajobrazowego z bogatym starodrzewem. Na terenie parku znajduje się cmentarz rodziny Klugkist, założony w latach trzydziestych XX wieku.
Po II wojnie światowej budynek wykorzystywany był na biura i mieszkania pracowników PGR. Po likwidacji PGR dwór wraz z majątkiem ziemskim jest własnością prywatną.